# Pseudaelurus
Pseudaelurus es un género extinto de mamíferos de la familia Felidae que vivió en Europa, Asia y América del Norte durante el Mioceno, entre hace 20 y 8 millones de años, concluyendo una "brecha felina" de 7 millones de años. Es el antecesor de los felinos y panterinos actuales así como los extintos dientes de sable (Machairodontinae), y es el sucesor de Proailurus. Se originó en Eurasia y fue el primero de los félidos en llegar a América del Norte, hace alrededor de 18,5 Ma. Las proporciones esbeltas de estos animales, junto con sus patas cortas similares a las de los vivérridos, sugieren que pudo haber sido un ágil trepador de árboles.

## Especies y evolución

### Europa
La especie más primitiva del género, Pseudaelurus turnauensis (= Pseudaelurus transitorius), del Mioceno temprano, era del tamaño de un gato doméstico y probablemente evolucionó directamente del Proailurus del Oligoceno. Pseudaelurus turnauensis dio origen a nuevas especies. Pseudaelurus lorteti era del tamaño de un lince y el aún mayor Pseudaelurus quadridentatus pesaba unos 30 kg y era aproximadamente del tamaño de un puma. Este último mostraba una ligera tendencia al alargamiento de los caninos superiores, lo que sugiere que dio lugar a los posteriores felinos dientes de sable macairodontinos. Inesperadamente, los primeros Pseudaelurus turnauensis sobrevivieron hasta hace 8 millones de años, como atestiguan registros en Alemania, mientras que los más evolucionados Pseudaelurus lorteti y Pseudaelurus quadridentatus se extinguieron 2 millones de años antes. Una cuarta especie europea se describe como Pseudaelurus romieviensis, más pequeña que P. quadridentatus pero más grande que P. lorteti.

### África y Asia
P. turnauensis también se registra desde principios del Mioceno africano (Arabia Saudí). P. lorteti también se reconoce a partir de mediados del Mioceno asiático (Jiangsu, China), donde se encontraron dos especies adicionales, Pseudaelurus guangheensis del Mioceno medio de Gansu (China) y Pseudaelurus cuspidatus del Mioceno medio de Xinjiang (China).

### Norteamérica
Pseudaelurus intrepidus, del Mioceno medio, era una especie relativamente grande, similar a la europea P. quadridentatus. Otra especie norteamericana grande, también de mediados del Mioceno, fue Pseudaelurus marshi. Pseudaelurus stouti (originalmente descrito como Lynx stouti), también del Mioceno medio, era muy pequeña y esbelta. Pseudaelurus aeluroides, con sólo un espécimen tipo en Nebraska, no está bien estudiada, pero puede ser la misma especie que P. marshi. La especie Pseudaelurus validus, de principios del Mioceno de Nuevo México, fue descrita en 2001. Esta especie se asemeja en tamaño a P. intrepidus, P. marshi y P. quadridentatus. Recientemente (2003) fue descrita una especie norteamericana adicional, Pseudaelurus skinneri del Mioceno temprano de Nebraska. Esta especie es más pequeña que P. validus y se asemeja en tamaño con las especies euroasiáticas P. lorteti, P. cuspidatus y P. guangheensis.